# KParts
En programación, KParts es el nombre del componente framework para el entorno de escritorio KDE. A un componente individual se le denomina una KPart. Los KPart son análogos a los componentes Bonobo en GNOME. Konsole está disponible como una KPart y se utiliza en aplicaciones como Konqueror y Kate. Un buen ejemplo de cómo pueden ser usados los KPart es Konqueror, que utiliza, por ejemplo la parte KWord para mostrar documentos y Kontact, que embebe aplicaciones KDE PIM bajo un mismo techo.
Ejemplo de usos de KParts:
- Konqueror usa el Part KWord para mostrar documentos
- Konqueror usa el Part KMPlayer para reproducir multimedia
- Kontact incrusta aplicaciones kdepim